# François-Timoléon de Choisy
François Timoléon, Abade de Choisy (2 de Outubro de 1644 - 2 de Outubro de 1724) foi um autor francês.

## Biografia
Após ter sido criado como menina por sua mãe, deixou um vívido relato de seu desejo de ser e de se vestir como mulher.